# Завод фосфорної кислоти в Дару
Завод фосфорної кислоти в Дару (Darou) — підприємство хімічної промисловості Сенегалу.
Завод ввели в дію у 1984 році поряд з фосфоритової копальнею Таїба, що почала роботу на чверть століття раніше та тривалий час не мала іншого виходу, як експортувати всю свою продукцію. Завод і копальня мають спільного власника – компанію Industries Chimiques du Sénégal (ICS). У 2014-му ICS, що перебувала у важкому фінансовому положенні, була викуплена сінгапурською Indorama, яка стала власником 78% акцій. Іншими учасниками ICS є уряд Сенегалу (15%), індійська Indian Farmers Fertilizer Cooperative Limited (6,78%) та індійський уряд (0,22%).
Наприкінці 1990-х узялись за проект розширення заводу шляхом спорудження другої виробничої лінії. Наразі майданчик має дві лінії однакової потужності, кожна з яких спроможна видавати 330 тисяч тонн фосфорної кислоти на рік (в перерахунку на пентаоксид фосфору).
Фосфорну кислоту отримують шляхом обробки фосфоритів сульфатною кислотою, при цьому майданчик в Дару сам продукує останню шляхом спалювання сірки. Доставку сірки до Дару та вивіз фосфорної кислоти забезпечує залізниця до портового міста Дакар.
Частина фосфорної кислоти може споживатись належним все тій же ICS комплексом з виробництва добрив у Мбао (район Дакару). Втім, абсолютна більшість продукції заводу в Дару експортується. Так, в 2022-му було вивезено за кордон 558 тисяч тонн фосфорної кислоти (в перерахунку на пентаоксид фосфору), причому весь цей обсяг відправили до Індії (можливо відзначити, що міноритарний учасник індійська IFFCL потребує великих обсягів фосфорної кислоти для свого заводу в Кандла).